# JavaFX
JavaFX – rodzina technologii i produktów firmy Sun Microsystems, przeznaczonych głównie do tworzenia Rich Internet Application. W skład JavaFX wchodzi język skryptowy JavaFX Script oraz system dla urządzeń mobilnych Java ME.
Język JavaFX Script ma w założeniu stać się konkurentem dla Adobe Flash i Flex, technologii AJAX oraz Microsoft Silverlight. Do działania wymaga wirtualnej maszyny Javy, co zapewnia wieloplatformowość takiego rozwiązania. Jest rozprowadzany na zasadach Powszechnej Licencji Publicznej GNU. JavaFX Script wcześniej był nazywany F3 (Form Follows Function). Język F3 został stworzony przez Chrisa Olivera, który został pracownikiem Sun Microsystems po przejęciu firmy SeeBeyond Technology Corporation we wrześniu 2004.
Zbiór technologii JavaFX został zaprezentowany publicznie po raz pierwszy na konferencji JavaOne w roku 2006.